# Sérgio Paulo Barbosa Valente
Sérgio Paulo Barbosa Valente, noto anche con lo pseudonimo di Duda (Porto, 27 giugno 1980), è un ex calciatore portoghese, di ruolo difensore o centrocampista.

## Carriera

### Club

#### Dal Vitória Guimarães al Cadice
Cresce nelle giovanili del Vitória Guimarães e nel 1999 si trasferisce in Spagna per giocare con il Cadice. In 2 stagioni con il club spagnolo colleziona 36 presenze e 13 gol.

#### Malaga e il prestito al Levante
Nel 2001 passa al Malaga, dove non riesce subito a trovare spazio e viene prestato al Levante per la stagione 2002-'03. Qui in 19 presenze segna 2 gol. Con la sua stagione al Levante convince il Malaga a puntare sul portoghese, e nella stagione 2003-'04 colleziona 35 presenze e 4 gol. La stagione seguente totalizza 35 presenze e 4 gol, come nella precedente. La stagione seguente colleziona 19 presenze e 4 gol. A stagione terminata, sorgono dei problemi per il rinnovo del suo contratto e così si instaura una corsa a due per il centrocampista. Alla fine è il Siviglia a spuntarla.

#### Siviglia
La prima stagione al Siviglia è abbastanza complicata a causa di un infortunio e della concorrenza nel ruolo ricoperto da Duda. A fine stagione dopo aver vinto vari trofei, termina la stagione con 18 presenze e 1 gol (tra Liga e Coppa UEFA). Nella stagione successiva parte dalla panchina, ma con il malore avuto da Antonio Puerta, può entrare e dare il suo determinante contributo (i 4 gol del Siviglia nella partita del malore di Puerta sono arrivati con sue azioni sulla fascia sinistra). Nell'estate del 2008, viene mandato in prestito al Malaga.
A fine stagione ritorna al Siviglia, ma il 28 agosto 2009 viene acquistato a titolo definitivo dalla sua ex-squadra, il Malaga.

#### Malaga
Acquistato nell'agosto 2009, diviene un punto cardine del centrocampo. Il 1º luglio 2013 rinnova il suo contratto con il club andaluso fino al 2015 con opzione per un altro anno. Il 14 giugno 2015 prolunga il suo contratto per un anno più opzione per la seconda stagione. Al termine della stagione 2016-2017 si è ritirato.

### Nazionale
Ha debuttato in Nazionale il 2 giugno 2007, in Belgio-Portogallo (1-2). Ha segnato la sua prima e unica rete con la maglia della Nazionale il 20 agosto 2008, nell'amichevole Portogallo-Fær Øer (5-0), siglando la rete del momentaneo 3-0 al minuto 86. Ha partecipato, con la Nazionale, ai Mondiali 2010. Ha collezionato in totale, con la maglia della selezione portoghese, 18 presenze e una rete.

## Statistiche

### Presenze e reti nei club
| Stagione        | Squadra         | Campionato      | Campionato | Campionato | Coppe nazionali | Coppe nazionali | Coppe nazionali | Coppe continentali | Coppe continentali | Coppe continentali | Altre coppe | Altre coppe | Altre coppe | Totale | Totale |
| Stagione        | Squadra         | Comp            | Pres       | Reti       | Comp            | Pres            | Reti            | Comp               | Pres               | Reti               | Comp        | Pres        | Reti        | Pres   | Reti   |
| --------------- | --------------- | --------------- | ---------- | ---------- | --------------- | --------------- | --------------- | ------------------ | ------------------ | ------------------ | ----------- | ----------- | ----------- | ------ | ------ |
| 1999-2000       | Cadice          | SDB             | 8          | 0          | CDR             | 0               | 0               | -                  | -                  | -                  | -           | -           | -           | 8      | 0      |
| 2000-2001       | Cadice          | SDB             | 28         | 13         | CDR             | 0               | 0               | -                  | -                  | -                  | -           | -           | -           | 28     | 13     |
| Totale Cadice   | Totale Cadice   | Totale Cadice   | 36         | 13         |                 | -               | -               |                    | -                  | -                  |             | -           | -           | 36     | 13     |
| 2001-2002       | Malaga          | PD              | 9          | 1          | CDR             | 0               | 0               | -                  | -                  | -                  | -           | -           | -           | 9      | 1      |
| giu.-ago. 2002  | Malaga          | PD              | 0          | 0          | CDR             | 0               | 0               | Intertoto+UEFA     | 2+0                | 0+0                | -           | -           | -           | 2      | 0      |
| Totale Malaga   | Totale Malaga   | Totale Malaga   | 9          | 1          |                 | 0               | 0               |                    | 2                  | 0                  |             | -           | -           | 11     | 1      |
| ago. 2002-2003  | Levante         | SD              | 19         | 2          | CDR             | 0               | 0               | -                  | -                  | -                  | -           | -           | -           | 19     | 2      |
| 2003-2004       | Malaga          | PD              | 35         | 4          | CDR             | 0               | 0               | -                  | -                  | -                  | -           | -           | -           | 35     | 4      |
| 2004-2005       | Malaga          | PD              | 35         | 4          | CDR             | 1               | 0               | -                  | -                  | -                  | -           | -           | -           | 36     | 4      |
| 2005-2006       | Malaga          | PD              | 14         | 4          | CDR             | 0               | 0               | -                  | -                  | -                  | -           | -           | -           | 14     | 4      |
| Totale Malaga   | Totale Malaga   | Totale Malaga   | 84         | 12         |                 | 1               | 0               |                    | -                  | -                  |             | -           | -           | 85     | 12     |
| 2006-2007       | Siviglia        | PD              | 11         | 0          | CDR             | 3               | 1               | UEFA               | 7                  | 1                  | -           | -           | -           | 21     | 2      |
| 2007-2008       | Siviglia        | PD              | 17         | 0          | CDR             | 1               | 0               | UCL                | 3                  | 0                  | SCS+SC-UEFA | 2+1         | 0+0         | 24     | 0      |
| Totale Siviglia | Totale Siviglia | Totale Siviglia | 28         | 0          |                 | 4               | 1               |                    | 10                 | 1                  |             | 3           | 0           | 45     | 2      |
| 2008-2009       | Malaga          | PD              | 35         | 5          | CDR             | 1               | 0               | -                  | -                  | -                  | -           | -           | -           | 36     | 5      |
| 2009-2010       | Malaga          | PD              | 34         | 8          | CDR             | 2               | 0               | -                  | -                  | -                  | -           | -           | -           | 36     | 8      |
| 2010-2011       | Malaga          | PD              | 20         | 3          | CDR             | 2               | 0               | -                  | -                  | -                  | -           | -           | -           | 22     | 3      |
| 2011-2012       | Malaga          | PD              | 25         | 1          | CDR             | 1               | 0               | -                  | -                  | -                  | -           | -           | -           | 26     | 1      |
| 2012-2013       | Malaga          | PD              | 17         | 0          | CDR             | 6               | 1               | UCL                | 9                  | 2                  | -           | -           | -           | 32     | 3      |
| 2013-2014       | Malaga          | PD              | 24         | 2          | CDR             | 2               | 0               | -                  | -                  | -                  | -           | -           | -           | 26     | 2      |
| 2014-2015       | Malaga          | PD              | 25         | 1          | CDR             | 1               | 0               | -                  | -                  | -                  | -           | -           | -           | 26     | 1      |
| 2015-2016       | Malaga          | PD              | 26         | 1          | CDR             | 0               | 0               | -                  | -                  | -                  | -           | -           | -           | 26     | 1      |
| 2016-2017       | Malaga          | PD              | 16         | 1          | CDR             | 2               | 0               | -                  | -                  | -                  | -           | -           | -           | 18     | 1      |
| Totale Malaga   | Totale Malaga   | Totale Malaga   | 222        | 22         |                 | 17              | 1               |                    | 9                  | 2                  |             | -           | -           | 248    | 25     |
| Totale carriera | Totale carriera | Totale carriera | 398        | 50         |                 | 22              | 2               |                    | 21                 | 3                  |             | 3           | 0           | 444    | 55     |

### Cronologia presenze e reti in nazionale
| Cronologia completa delle presenze e delle reti in nazionale ― Portogallo | Cronologia completa delle presenze e delle reti in nazionale ― Portogallo | Cronologia completa delle presenze e delle reti in nazionale ― Portogallo | Cronologia completa delle presenze e delle reti in nazionale ― Portogallo | Cronologia completa delle presenze e delle reti in nazionale ― Portogallo | Cronologia completa delle presenze e delle reti in nazionale ― Portogallo | Cronologia completa delle presenze e delle reti in nazionale ― Portogallo | Cronologia completa delle presenze e delle reti in nazionale ― Portogallo |
| Data                                                                      | Città                                                                     | In casa                                                                   | Risultato                                                                 | Ospiti                                                                    | Competizione                                                              | Reti                                                                      | Note                                                                      |
| ------------------------------------------------------------------------- | ------------------------------------------------------------------------- | ------------------------------------------------------------------------- | ------------------------------------------------------------------------- | ------------------------------------------------------------------------- | ------------------------------------------------------------------------- | ------------------------------------------------------------------------- | ------------------------------------------------------------------------- |
| 2-6-2007                                                                  | Bruxelles                                                                 | Belgio                                                                    | 1 – 2                                                                     | Portogallo                                                                | Qual. Euro 2008                                                           | -                                                                         | 86’                                                                       |
| 5-6-2007                                                                  | Madinat al-Kuwait                                                         | Kuwait                                                                    | 1 – 1                                                                     | Portogallo                                                                | Amichevole                                                                | -                                                                         | 46’                                                                       |
| 20-8-2008                                                                 | Leiria                                                                    | Portogallo                                                                | 5 – 0                                                                     | Fær Øer                                                                   | Amichevole                                                                | 1                                                                         | 71’                                                                       |
| 11-2-2009                                                                 | Faro                                                                      | Portogallo                                                                | 1 – 0                                                                     | Finlandia                                                                 | Amichevole                                                                | -                                                                         |                                                                           |
| 28-3-2009                                                                 | Porto                                                                     | Portogallo                                                                | 0 – 0                                                                     | Svezia                                                                    | Qual. Mondiali 2010                                                       | -                                                                         |                                                                           |
| 6-6-2009                                                                  | Tirana                                                                    | Albania                                                                   | 1 – 2                                                                     | Portogallo                                                                | Qual. Mondiali 2010                                                       | -                                                                         |                                                                           |
| 10-6-2009                                                                 | Tallinn                                                                   | Estonia                                                                   | 0 – 0                                                                     | Portogallo                                                                | Amichevole                                                                | -                                                                         | 68’                                                                       |
| 12-8-2009                                                                 | Vaduz                                                                     | Liechtenstein                                                             | 0 – 3                                                                     | Portogallo                                                                | Amichevole                                                                | -                                                                         | 54’                                                                       |
| 5-9-2009                                                                  | Copenaghen                                                                | Danimarca                                                                 | 1 – 1                                                                     | Portogallo                                                                | Qual. Mondiali 2010                                                       | -                                                                         |                                                                           |
| 9-9-2009                                                                  | Budapest                                                                  | Ungheria                                                                  | 0 – 1                                                                     | Portogallo                                                                | Qual. Mondiali 2010                                                       | -                                                                         | 77’                                                                       |
| 10-10-2009                                                                | Lisbona                                                                   | Portogallo                                                                | 3 – 0                                                                     | Ungheria                                                                  | Qual. Mondiali 2010                                                       | -                                                                         |                                                                           |
| 14-11-2009                                                                | Lisbona                                                                   | Portogallo                                                                | 1 – 0                                                                     | Bosnia ed Erzegovina                                                      | Qual. Mondiali 2010                                                       | -                                                                         |                                                                           |
| 18-11-2009                                                                | Zenica                                                                    | Bosnia ed Erzegovina                                                      | 0 – 1                                                                     | Portogallo                                                                | Qual. Mondiali 2010                                                       | -                                                                         |                                                                           |
| 3-3-2010                                                                  | Coimbra                                                                   | Portogallo                                                                | 2 – 0                                                                     | Cina                                                                      | Amichevole                                                                | -                                                                         | 46’                                                                       |
| 1-6-2010                                                                  | Covilhã                                                                   | Portogallo                                                                | 3 – 1                                                                     | Camerun                                                                   | Amichevole                                                                | -                                                                         | 63’                                                                       |
| 8-6-2010                                                                  | Johannesburg                                                              | Portogallo                                                                | 3 – 0                                                                     | Mozambico                                                                 | Amichevole                                                                | -                                                                         | 86’                                                                       |
| 21-6-2010                                                                 | Città del Capo                                                            | Portogallo                                                                | 7 – 0                                                                     | Corea del Nord                                                            | Mondiali 2010 - 1º turno                                                  | -                                                                         | 74’                                                                       |
| 25-6-2010                                                                 | Durban                                                                    | Portogallo                                                                | 0 – 0                                                                     | Brasile                                                                   | Mondiali 2010 - 1º turno                                                  | -                                                                         | 25’ 46’                                                                   |
| Totale                                                                    |                                                                           | Presenze                                                                  | 18                                                                        |                                                                           | Reti                                                                      | 1                                                                         |                                                                           |

## Palmarès

### Club

#### Competizioni nazionali
- Coppa di Spagna: 1

Siviglia: 2006-2007
- Supercoppa di Spagna: 1

Siviglia: 2007

#### Competizioni internazionali
- Coppa Intertoto UEFA: 1

Málaga: 2002
- Coppa UEFA: 1

Siviglia: 2006-2007
- Supercoppa UEFA: 1

Siviglia: 2006